# Jasmine (album av Keith Jarrett)
Jasmine från 2010 är ett duoalbum av Keith Jarrett och Charlie Haden. Albumet spelades in 2007 i Cavelight Studio som är Jarretts privata studio i hans hem i Oxford Township, New Jersey.

## Låtlista
1. For All We Know (Fred Coots/Sam Lewis) – 9:49
2. Where Can I Go Without You (Victor Young/Peggy Lee) – 9:25
3. No Moon At All (Redd Evans/David Mann) – 4:42
4. One Day I'll Fly Away (Joe Sample/Will Jennings) – 4:19
5. Intro / I'm Gonna Laugh You Right Out of My Life (Keith Jarrett/Cy Coleman/Joseph McCarthy) – 12:12
6. Body and Soul (Johnny Green/Edward Heyman/Robert Sour/Frank Eyton) – 11:13
7. Goodbye (Gordon Jenkins) – 8:04
8. Don't Ever Leave Me (Jerome Kern/Oscar Hammerstein) – 3:11
9. Part III – 6:01

## Medverkande
- Keith Jarrett – piano
- Charlie Haden – bas

## Mottagande
Skivan fick ett gott mottagande när den kom ut med ett snitt på 4,0/5 baserat på sex recensioner.

## Listplaceringar
| Lista (2010) | Topplacering |
| ------------ | ------------ |
| Sverige      | 20           |
| Norge        | 28           |
| Danmark      | 13           |